# Котов, Юрий Харлампиевич
Юрий Харлампиевич Котов (23 февраля 1929, Пятигорск, Северо-Кавказский край — 6 ноября 2022, Ставрополь) — советский и российский футбольный тренер.

## Биография
Начинал играть в футбол в 1946 году в командах города Георгиевска. В 1949—1952 годах выступал в сборной южной группы войск, Румыния. В первенстве КФК играл за ставропольские команды «Спартак» (1953, 1955) и «Динамо» (1954).
В 1956 году окончил высшую школу тренеров. В 1957 году — играющий тренер в «Трудовых резервах» Ставрополь. Также работал тренером (1958, 1962—1965, 1967, 1991) и старшим тренером в командах «Спартак» Ставрополь (1956, 1960—1961), «Темп» Махачкала (1958), «Динамо» Ставрополь (1962—1963, 1975—1978), «Спартак»/«Автомобилист» Нальчик (1964—1969), «Уралан» Элиста (1971—1972), «Машук» Пятигорск (1974), «Ревтруд»/«Спартак» Тамбов (1979—1981, 1986), «Нарт» Черкесск (1984), «Локомотив» Минеральные Воды (1987, 1989), «Шерстяник» Невинномысск (1990), «Эталон» Баксан (1991), «Искра» Новоалександровск (1992), «Колос» Краснодар (1993), «Автозапчасть» Баксан (1994), «Техинвест-М» Краснознаменск (1994), «Олимп» Кисловодск (1995—1996), «Торпедо» Георгиевск (1997).
Завершил карьеру в 1999 году в возрасте 70 лет, тренируя команду КФК «Сигнал» Изобильный.